# Urto
Urto ist eine italienische Thrash-Metal-Band aus Partanna, die im Jahr 2000 gegründet wurde.

## Geschichte
Die Band wurde im Jahr 2000 gegründet und bestand aus dem Sänger und Gitarristen Mimmo Saladino und dem Schlagzeuger Jaco Tractor. Etwas später kam als Bassist Francesco Gioia hinzu, dem Alessandro Olivo als weiterer Gitarrist folgte. Nach einigen Auftritten verließen Tractor und Olivo die Gruppe. Saladino machte sich daraufhin auf die Suche nach einem Sänger, damit er sich nur auf das Spiel der E-Gitarre konzentrieren konnte. Ein Schlagzeuger wurde im Jahr 2001 in Person von Giuseppe „Peppe“ Campisi gefunden. Als weiterer Gitarrist kam Giovanni Labita hinzu, ein ehemaliger Pianist, der aufgrund eines gebrochenen Handgelenks diesen Beruf nicht mehr fortsetzen konnte. Zudem kam Alessando Olivo zur Band zurück, übernahm jedoch den Gesang. In dieser Besetzung war die Band im Sommer 2002 auf dem Golisano Rock zu sehen. Danach verließ Olivo die Band erneut, um sich seiner eigenen Band Ancestral widmen zu können. Da Urto jedoch keinen passenden Ersatz finden konnte, kehrte er bereits im Sommer 2003 zur Gruppe zurück. Daraufhin wurde die EP Numbers aufgenommen, die noch im selben Jahr erschien. Durch die Veröffentlichung konnte die Gruppe ihre Bekanntheit, auch über die Grenzen Italiens hinaus, steigern. 2005 nahm die Band am Delirium Festival und dem Sicilian Rock Festival teil. 2006 begann die Band mit dem Schreiben von neuen Songs. Zudem nahm sie am italienischen Metal Battle teil, dessen Finale auf dem Evolution Festival sie zwar verlor, aber somit den zweiten Platz belegte. 2008 arbeitete sie an weiterem Material, wobei die Band auf auch dem Soundtrack zur Dokumentation Get Thrashed zu hören war. Im folgenden Jahr wurde ein Plattenvertrag bei Punishment 18 Records unterzeichnet. 2009 erschien bei diesem Label das Debütalbum Upside Down.

## Stil
David von metal.de gab an, dass Numbers stark nach 1980er Jahre Thrash Metal der San Francisco Bay Area klingt. Als Referenz seien hierfür jedoch weniger Metallica, Slayer oder Testament geeignet, sondern Anthrax. Vor allem gebe es „[s]peediges Thrash-Riffing, saubere Melodien [und] Gang-Backing-Shouts“, nur der Gesang reiche nicht an den von Joey Belladonna heran, was sich vor allem in den höheren Tonlagen bemerkbar mache. Dafür sei der Gesang „erdiger“, wie etwa bei John Bush. Auf dem Album gebe es mit dem Lied Full Heavy Metal Jacket auch eine Hommage an Stanley Kubrick. In dem Booklet würden verschiedene Politiker wie Wladimir Putin, George W. Bush, Ariel Scharon und Slobodan Milošević angeprangert werden. Chris von stormbringer.at schrieb in seiner Rezension zu Upside Down, dass der Anfang des Albums zwar noch eine Einordnung zum Progressive Metal nahelegt, allerdings werde einem dann schnell klar, dass es sich eher um Thrash Metal, genauer um eine Kreuzung aus Metallica und Slayer, handele. Hierdurch würden Refrains, Riffs und Wiedererkennungswert leiden. Der Sänger Olivo singe „permanent an der Schmerzgrenze“ und versuche doch teilweise nach James Hetfield und Bruce Dickinson zu klingen, was ihm jedoch nicht gelinge. Die Texte stammten von Mimmo Saladino und seien politischer Natur. Insgesamt bestehe das Album „aus einem Tempo, ein paar Riffs und unzähligen Soli“.

## Diskografie
- 2003: Numbers (EP, Eigenveröffentlichung)
- 2009: Upside Down (Album, Punishment 18 Records)